# Рафал Младанович
Рафал Деспот Младанович (пол. Rafał Despot Mładanowicz; пом. 21 червня 1768, Умань, Річ Посполита) — управитель уманських маєтків польського магната Францішка Салезія Потоцького, учасник оборони Умані під час Коліївщини убитий гайдамаками після захоплення міста.

## Біографія
Відомості про походження обмежені. Вказується що мав полонізоване сербське походження й був римо-католицького віросповідання, а також був вихованцем ковельського старости Яблоновського. Був одруженим на племінниці Францішека Заремби-Горжевського.
У 1757 р. він разом з дядьком дружини звернувся до Станіслава Потоцького, від якого отримав титул на уманську фортецю і 32 гармати. Після чого родина Младановича перебралась на Україну, на землі зятя Потоцького — Францішка Салезія Потоцького, де він обійняв посаду генерального губернатора Уманського ключа і коменданта Умані з правом винесення вироків у прикордонних судах, а Горжевський комісара українських маєтностей. Незадовго до 1768 р. старий Горжевський передасть Младановичу свою посаду, через що останній в польських джерелах часто іменується одночасно губернатором і комісаром.
В короткий час йому вдалось налагодити співпрацю з усіма сусідами: запорозькими козаками, турками, татарами, а також губернаторами прикордонних російських губерній. Водночас доклався до покращення обороноспроможності ввіреного регіону: за його керівництва 28 березня 1761 р. було завершено спорудження уманської фортеці, на яку раніше були отримані гармати. Був створений відділ драгунів, а також утворені піша та кінна козацька міліція.
У першій половині 1768 р. запросив до міста місію отців капуцинів з Вінниці, які протягом чотирьох тижнів відправили меси та вечірні. У кінці біля парафіяльного костелу був встановлений хрест. Місцеві василіани через це скаржились, що він викликав ворожість до них незнайомих монахів, що було всупереч побажанням Потоцького.
Після утворення Барської конфедерації, Младанович за розпорядженням Потоцького, який таємно підтримував конфедератів, облаштував для конфедератів склади зброї, боєприпасів та різноманітного спорядження. Також розпочав скликати шляхту з усієї Уманщини на таємні наради. Крім того, на огляд скликали надвірних козаків, нагляд за якими доручили старшому сотнику Івану Гонті. На початку червня 1768 року стало відомо, що замість російських військ до Умані рухаються гайдамаки з боку Смілянщини. Гонті доручили зібрати козаків у місті, проте частина з них відмовлялася, побоюючись примусу до служби конфедератам. Лише 7 або 8 червня йому вдалося повернути більшість загону.
Тоді Младанович звинуватив Гонту та іншого сотника — Павла Уласенка, у підозрілих зв’язках із «чужинцями» та мав намір жорстоко з ними розправитися. Втім, полковник Яцек Обух-Вощатинський заступився за них і не дозволив виконати вирок. Обидва сотники підтвердили свою вірність Францішеку Потоцькому, присягнувши вірності двічі — у церкві та в ратуші. Того ж дня, разом із полковниками Обух-Вощатинським і Магнушевським, Гонта та Уласенко вирушили з уманськими надвірними козаками до Звенигородки, де мали зустріти сили Залізняка.
Після втечі уманської шляхти 8 червня 1768 року, Рафал Младанович також намагався залишити місто, однак місцеві євреї, обурені забороною виїзду для себе, ледь не вчинили над ним самосуд. Внаслідок цього комісар залишився в Умані, але передав керівництво обороною Шафранському. Вже наступного дня місто зазнало нападу гайдамаків і надвірних козаків, до яких приєднався загін із Соколівки під проводом осавула Бурки. Захисники швидко витратили боєзапаси, і Младанович спробував організувати переговори. Коли представники повстанців наблизились до Новоміської брами, хорунжий спробував пострілити Гонту з гармати, але Младанович підбіг до нього та накрив запал полою свого одягу. Втім, скориставшись цією метушнею, гайдамаки змогли прорватися до міста, яке частина мешканців зустріла з прихильністю. Попри благання комісара про помилування, вже того ж дня він разом із дружиною загинув під час розправи повстанців.

## Родина
Мав кількох дітей, з яких після уманських подій вижили лише Вероніка (нар. бл. 1750) та її молодший брат Павло. Їх врятував Іван Ґонта. Обидва залишили по собі спогади, втім мемуари Павла вважаються тенденційними, як такими що містять багато вигадок і мають виразне антигайдамацьке цілеспрямування.
Крім вищезгаданих, тоді ж загинули генеральний комісар маєтків синів литовського князя Кароля Станіслава Радзивілла М. Бендзінський з дружиною і тещею. Останні — сестра і матір дружини Младановича.